# Риби стрелец
Рибите стрелец (Toxotidae) са семейство лабиринтови риби с един-единствен род Toxotes. Видовете от това семейството са разпространени от Индия до Филипините, в Австралия и Полинезия. Характеризират се със специфично поведение при добиването на храна, заради което са получили наименованието си.
Рибата стрелец лови насекоми, кацнали на растения близо до водата, като плюе струйка вода по тях. Рибата преценява разстоянието до насекомото, прицелва се и стреля. Улученото насекомо пада на повърхността на водата, където рибата го изяжда.
Има описани седем вида риби стрелец.
Екземплярите са с дължина на тялото около 16 cm, но при някои видове могат да достигнат и до 40 cm.